# Stampa (famiglia)

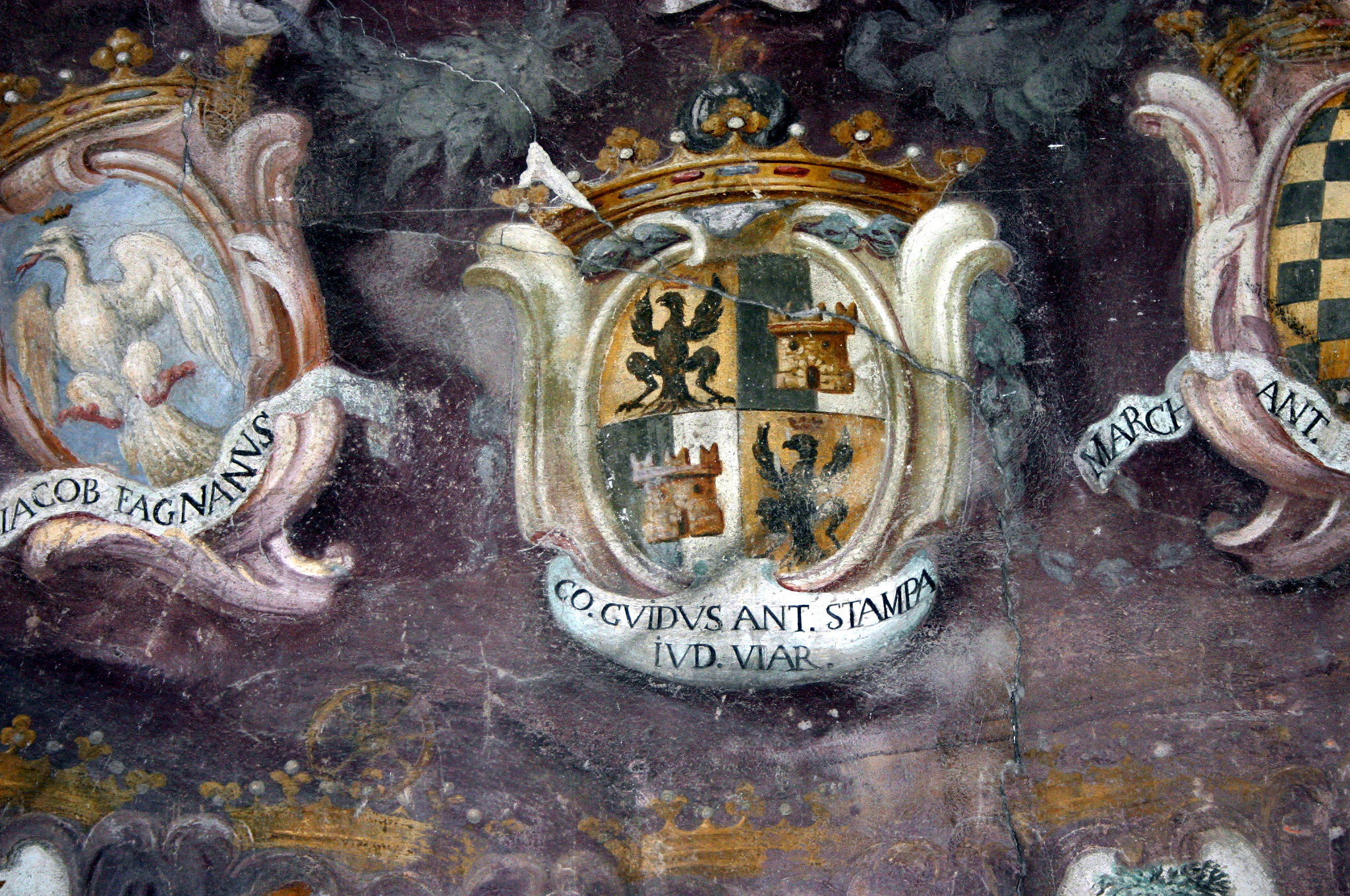
Stemma di Casa Stampa all'interno del Palazzo della Ragione di Milano

La famiglia Stampa è una famiglia nobile italiana, nonché una delle più antiche e famose del capoluogo lombardo.
Grandi di Spagna, insigniti dell'Ordine del Toson d'oro, gli Stampa furono presenti nelle più alte magistrature del Ducato di Milano e sono imparentati con alcuni dei più importanti casati del nord Italia come gli Sforza, i Visconti, i Doria e i Gonzaga. Ad essi appartenevano numerosi beni tra cui i castelli di Soncino e Cusago, un palazzo signorile a Milano e proprietà in molti altri luoghi del nord e centro Italia come Muggiò, Melzo, Gorgonzola, Rivolta d'Adda, Ferentino e Roma.

## Storia

### La leggenda
Alcune fonti attribuiscono le origini degli Stampa a Carlo Lanfranco dei duchi di Étampes, figlio di Giovanni Signore d'Armagnac, Dreux, Nevers e Dourdain. Carlo Lanfranco combatté al fianco di Carlo Magno re dei Franchi nella guerra ai Longobardi e, sconfitto Desiderio, fu creato governatore di Milano. I suoi discendenti si stabilirono tra Milano e Gravedona, sulle rive del Lago di Como e possedettero tutta la Val Bregaglia; a testimonianza di questo vi è la città di Stampa, che ancora oggi porta il nome datogli dai primi feudatari.
Nel 1020, essendo insorti i Milanesi contro la dominazione "illegittima" dell’imperatore Enrico II, il governatore Lanfranco Stampa dovette fuggire da Milano insieme ai suoi fratelli Stefano, Donato e Baldizzone. Prima si rifugiarono a Locarno sul lago Maggiore e infine convennero a Gravedona, dove furono accolti in pompa magna. Nel 1024 salì al trono imperiale Corrado II il Salico e quando venne in Italia nel 1030 gli Stampa mossero ad incontrarlo. Corrado II ripristinò Lanfranco nel governo di Milano, infeudò Stefano della contea di Canobbio, assegnò a Donato la signoria della Val Bregaglia e a Baldizzone la signoria del Seprio. Successivamente Corrado nominò Stefano governatore di Bellinzona e Baldizzone capitano della sua cavalleria.

### Le origini
Secondo il conte Pompeo Litta invece le origini della famiglia risiedono proprio nella città di Milano. Il primo esponente che riporta nel suo trattato Famiglie celebri italiane è Giovanni Stampa, già console della repubblica milanese nel 1153.
Salito al trono imperiale nel 1155, Federico I "Barbarossa" tentò di porre fine all'indipendenza di alcune province, reclamando il controllo diretto sull'Italia settentrionale. Per contrastarlo nel 1158 venne istituita la prima Lega Lombarda, che godeva del supporto di papa Alessandro III, anch’egli desideroso di veder declinare il potere di Federico in Italia. Nello stesso anno vi fu la battaglia di Cassano d’Adda.
Al successivo assedio di Milano, come già nella scontro precedente, si trovarono nell’esercito imperiale diversi ufficiali gravedonesi, il colonnello Lelio Stampa primo fra questi. Ma nel 1160 quegli stessi ufficiali, insultati che l’imperatore non volesse soddisfare alcune loro richieste, gli si ribellarono. Lelio Stampa venne creato generale dell’armata di Gravedona e combatté contro Federico nella storica battaglia di Legnano.
Nel 1226 fu costituita la seconda Lega Lombarda per contrastare Federico II di Svevia, determinato ad accrescere il proprio potere in Italia. Nel 1230 anche le Tre Pievi (Dongo, Sorico e Gravedona) vi aderirono e questo scatenò una lotta interna per il comando tra le due più importanti famiglie gravedonesi: gli Stampa e i Canova. Gli ultimi ebbero la peggio e furono costretti a tornare a Milano insieme alla famiglia Curti, loro alleati. La faida durò fino al 1402, quando finalmente fu stabilita una tregua. Per consolidare la pace il duca di Milano Gian Galeazzo Visconti combinò il matrimonio tra Marta Stampa e Pasqualetto Canova.
Nel 1447 il duca Filippo Maria Visconti morì senza eredi, se non una figlia diventata moglie di Francesco Sforza. Milano si affrettò a costituire la repubblica ma i veneziani erano ormai alle porte. Non potendo ottenere la pace in così poco tempo furono costretti a chiedere aiuto proprio allo Sforza. Gli offrirono il governo della guerra, a patto che non avanzasse pretese su Milano e che riconquistata Brescia sarebbe stata sua. Lui accettò sapendo che sarebbe stato più facile togliere lo Stato dalle mani della repubblica che da quelle dei veneziani.
Quando fu chiaro che Francesco non avrebbe rinunciato al domino di Milano, Marco Stampa, uno dei massimi esponenti del movimento repubblicano, tentò segretamente di trattare con lui ma, scoperto da Carlo Gonzaga, fu decapitato in Piazza Mercanti il 19 febbraio 1449 come traditore. Ne seguì poi una tremenda persecuzione di tutti gli Stampa, accusati di aver preso parte al complotto.
I quattro fratelli, Giovanni, Luigi, Azzo e Giacomo Stampa fuggirono da Milano e si unirono al partito di Francesco Sforza. Caterina Caimi, vedova di Marco, si ritirò a Gravedona con il cognato Achille presso i cugini. Lì si trovavano anche il principe Tristano, il principe Ottaviano e lo stesso duca Sforza, che stava trattando un’alleanza con i Grigioni; tutti alloggiati in casa di Pietro Simone Stampa.
Nel 1450 i familiari di Marco, desiderosi di vendetta, radunarono a loro un piccolo esercito e insieme allo Sforza assediarono Milano. Fatta breccia nella mura si sparse il panico e presto una folla si radunò intorno a Palazzo Reale. Quando l’ambasciatore veneziano Leonardo Venieri (che era lì per trattare una resa con i repubblicani) uscì per rimproverare il popolo, Giovanni Stampa lo trucidò decidendo così le sorti della città. Dopo il suo insediamento nel ducato Francesco concesse molti onori agli Stampa, tra cui la perpetua immunità e l’esenzione da qualunque sorta di dazio. Inoltre Giovanni Stampa fu poi nominato aulico ducale e nel 1455 ricevette in dono il feudo di Montecastello.

## Stampa di Soncino

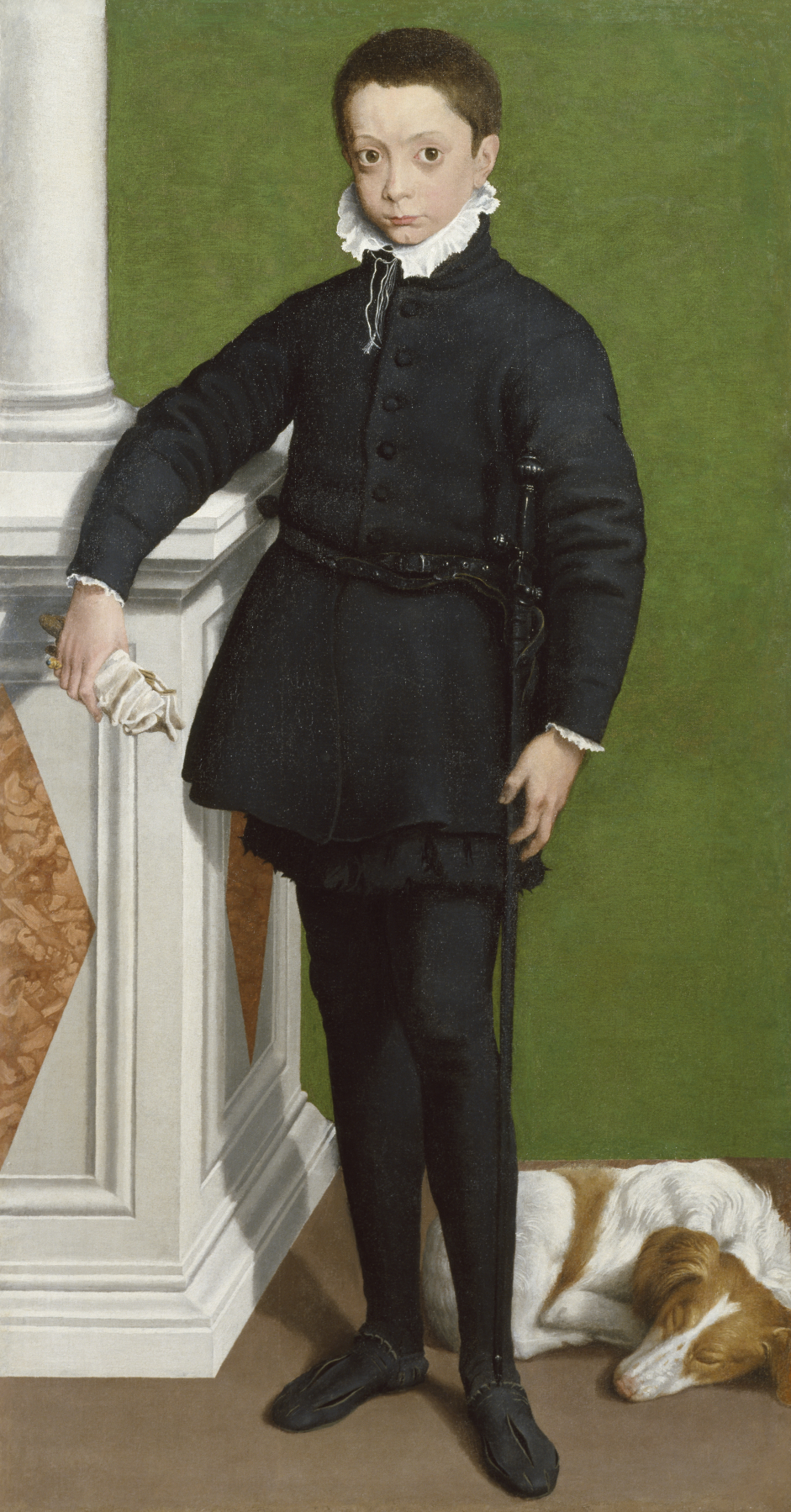
Massimiliano II Stampa, 3º Marchese di Soncino, ritratto nel 1557 da Sofonisba Anguissola

Il ramo degli Stampa di Soncino si originò con l'emblematica figura di Massimiliano Stampa, già consigliere dell'ultimo duca della dinastia degli Sforza. Il padre di Massimiliano era Pietro Martire Stampa, che dal 1496 era consigliere segreto, eques auratus e commissario di Lodi. Fu poi eletto dalla sua vicinia nell’ottobre del 1499 per il giuramento di fedeltà a Luigi XII. Giurò anche in quanto feudatario, per sé e per i fratelli, ma già nel gennaio del 1500 fu tra i promotori dell’insurrezione contro i francesi che precedette la breve restaurazione sforzesca dei mesi successivi.
Dopo la definitiva sconfitta di Ludovico il Moro, Pietro Martire riuscì a fuggire alla corte asburgica; Massimiliano da allora visse accanto ai principi Sforza e ne seguì le fortune politiche alternando esilio e ritorni a Milano nelle varie restaurazioni sforzesche.
Dal 1521 lo Stato di Milano divenne il teatro della guerra della Lega imperiale-pontificia contro la Francia, e della restaurazione della dinastia sforzesca; Francesco II avviò subito una politica di patronage per i suoi fedeli, tra cui gli Stampa. Giovanni Francesco, primo cugino di Pietro Martire, ebbe la contea di Rosate mentre Massimiliano quella di Melzo.
Risulta attestato che Massimiliano I (pur firmatario con altri membri del governo di Francesco II di un’istanza per la concessione del Ducato di Milano a un Savoia) alzò bandiera imperiale sul castello appena conclusi i funerali del duca e rifiutò due offerte francesi per la cessione del castello, consegnando la città a Carlo V d'Asburgo. Questi lo ricompensò con il marchesato di Soncino e un premio di 50.000 scudi.
Il lungo periodo dell'infeudazione agli Stampa cessò nel 1876, ma fu un periodo di grande crescita economica per la città. Milano infatti fiorì di manifatture e traffici commerciali di grande rilievo proprio grazie alle attività promosse dai marchesi.
Nel 1876 Massimiliano Cesare Stampa morì senza eredi e lasciò il castello al comune. Dopo una disputa successoria gran parte dei suoi beni passarono ad una nipote, Luisa Negroni Prati Morosini, coniugata con Gian Alfonso Casati (1854–1890). Il figlio della coppia, Camillo (1877-1946), avrebbe ottenuto nel 1892 il titolo di marchese e l'autorizzazione ad aggiungere al proprio il cognome Stampa di Soncino. Tale linea della famiglia è tuttora esistente con Anna Maria, nata nel 1951.

### Marchesi Stampa di Soncino (1536-1876)
Tra parentesi sono indicati i periodi di reggenza del titolo.
- Massimiliano I (1536-1552), conte Stampa, dal 1536 I marchese di Soncino. Sposa Anna di Girolamo Moroni, celebre gran cancelliere del ducato di Milano.
- Ermes I (1552-1557), II marchese di Soncino, fratello del precedente. Sposa Isabella del conte Guido II Rangoni di Modena.
  - Anna Moroni (1543-1558), reggente, moglie di Massimiliano I
- Massimiliano II (1557-1596), III marchese di Soncino, figlio di Ermes I. Sposa Marianna de Leyva, figlia del principe di Ascoli e zia paterna di Suor Virginia de Leyva (la celebre Monaca di Monza).
- Ermes II (1563-1621), IV marchese di Soncino, figlio del precedente. Sposò Elisabetta di Camillo Barbò marchese di Soresina.
- Massimiliano III (1621-1659), V marchese di Soncino, figlio del precedente, condannato alla pena capitale ed alla confisca dei beni per 2 omicidi. Sposò Caterina di Giannangielo duca d'Altemps di Roma.
- Giovanni I (1659-1678), VI marchese di Soncino, fratello del precedente. Sposò Beatrice del conte Giulio Monti.
- Massimiliano IV (1678-1693), VII marchese di Soncino, figlio del precedente.
- Giuseppe I (1693-1735), VIII marchese di Soncino, fratello del precedente. Sposò Anna Lucrezia Archinto, nipote di Girolamo Stampa, ultimo marchese di Parona, e di Anna Maria Visconti Borromeo.
- Massimiliano V Giovanni (1735-1769), IX marchese di Soncino, figlio del precedente. Sposò Teresa del marchese Giambattista Reina.
- Massimiliano VI Giuseppe (1769-1818), X marchese di Soncino, figlio del precedente, grande di Spagna e maestro delle Cerimonie dell'Ordine della Corona Ferrea. Sposò Donna Livia Doria Sforza Visconti figlia di Don Filippo Marchese Doria Landi Pamphili Sforza Visconti, dei Principi di Melfi, Patrizio Genovese, marchese consorte di Caravaggio.
- Massimiliano VII Giovanni (1818-1824), XI marchese di Soncino, figlio del precedente. Sposò del 1785 Carlotta Gonzaga del principe Giovanni di Luzzara.
- Massimiliano VIII (1824-1834), XII marchese di Soncino, figlio del precedente. Sposò Luigia Da Barbiano, figlia del principe Rinaldo di Belgioioso.
- Massimiliano IX Giovanni (1834-1876), XIII marchese di Soncino, fratello del precedente[11].

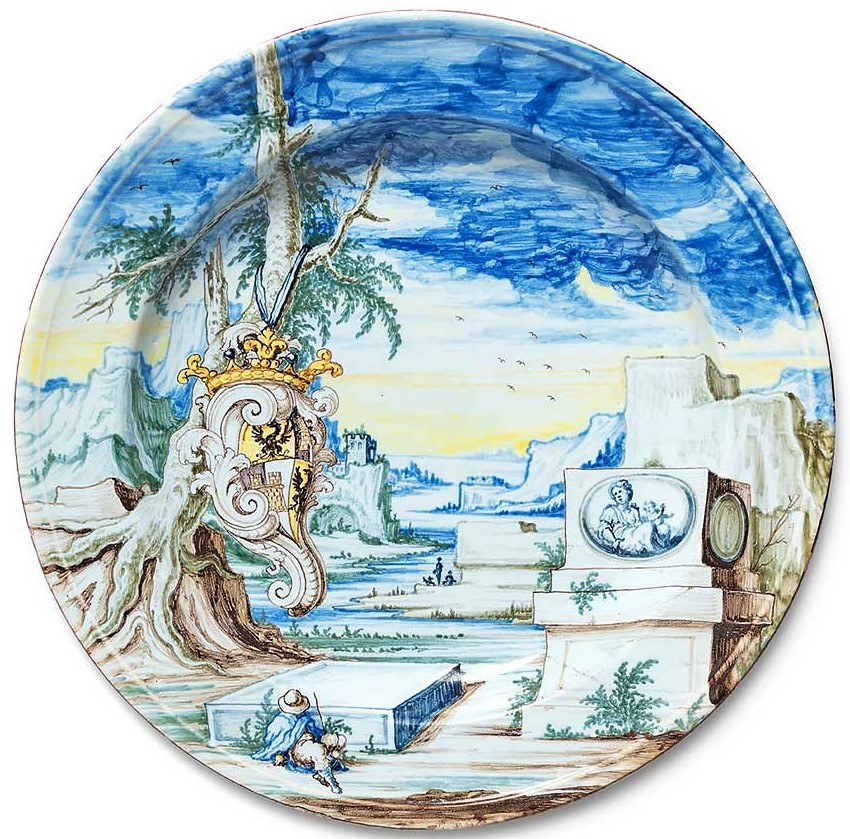
Siro Antonio Africa o Siro Domenico Africa, piatto in maiolica di Pavia raffigurante lo stemma dei marchesi Stampa di Soncino, manifattura Rampini, 1693- 1704.

Passaggio dell'eredità degli Stampa di Soncino ai Casati, che divengono così Casati Stampa e detengono ufficiosamente il titolo fino al 1892, quando nasce una disputa con il ramo di Ferentino.

### Marchesi Casati Stampa di Soncino (1877-1970)
- Camillo I (Muggiò 1877 - Roma 1946), marchese di Casate (1892-1946). Marito di Luisa, nata Amman, celebre per la ricchezza, la mondanità e le stranezze.
- Camillo II (Roma 1927 - 1970), marchese di Casate (1946-1947), figlio del precedente, responsabile del delitto Casati Stampa, suicidatosi.

## Marchesi di Parona
Il ramo della famiglia derivante da Achille Stampa e dal figlio Maffeo, familiari dei duchi di Milano Visconti e Sforza, acquisì progressiva importanza e ricchezza nel corso del XVII secolo grazie ad un'ambiziosa politica matrimoniale che legò Ercole Stampa a Bianca Gamboloita, il figlio Giacomo Maria a Flaminia Cusani, e quindi anche alle nobili famiglie Lampugnani e Vélez de Guevara. Infine Gerolamo, questore del Magistrato ordinario dello Stato di Milano, sposò Anna Visconti dei signori di Albizzate.
Nel 1654 Filippo IV, re di Spagna, concesse a Gerolamo il titolo di marchese di Parona sul feudo da lui acquistato nel 1651, con facoltà di trasmetterlo una tantum ad una sua figlia femmina e ai suoi discendenti. In seguito alla morte di Gerolamo nel 1666 senza figli maschi, Camilla Stampa, unica figlia di Gerolamo ed Anna Visconti, ottenne l'eredità feudale paterna con titoli e beni che perverranno, attraverso il suo matrimonio con Filippo Archinto, al figlio Carlo e ai suoi discendenti con vincolo fedecommissario in infinito.
Come già anticipato, il matrimonio di Camilla Stampa con Filippo Archinto, celebrato a Milano nel 1668, stabilì un altro importante legame tra le diverse famiglie patrizie milanesi: attraverso Camilla si legarono così agli Archinto i destini delle famiglie Visconti d'Albizzate e Stampa di Parona, e dei casati ad esse legati per vincolo matrimoniale: Del Conte, Omodei, Legnani e Arese, per parte Visconti, e Gamboloita, Cusani, Lampugnani e Vélez de Guevara, per parte Stampa.

## Stampa di Ferentino

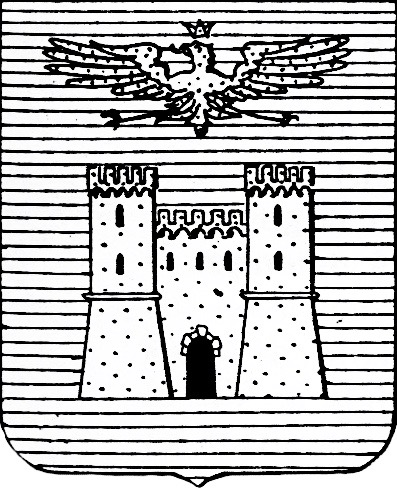
Stemma degli Stampa di Ferentino, come descritto dall'Enciclopedia storico-nobiliare Italiana di Vittorio Spreti

Le prime notizie riguardo ad un esponente della famiglia milanese nel centro Italia risalgono ai primi anni del 1700, quando monsignor Carlo Gaetano Stampa si trasferì a Roma perché diventato Governatore di alcune città pontificie. Comprò un palazzo su Piazza dell’Orologio appartenuto alla famiglia Capponi di Firenze, che a sua volta lo aveva comprato dagli Orsini, e lo ribattezzò Palazzo Stampa.
Quasi contemporaneamente anche un suo parente del ramo di Gravedona, Pietro Antonio Stampa, si trasferì a Roma. Ereditato il palazzo dal Cardinale, sposò una nobildonna romana, Caterina Corridoni, da cui ebbe origine il ramo di Ferentino. Nonostante la famiglia risiedesse principalmente nella Capitale aveva molte altre proprietà nel Lazio (in particolare nel frusinate), parte della dote di Caterina Corridoni. L’influenza degli Stampa su Ferentino crebbe grazie alla figura di Filippo Stampa, figlio di Pietro e Caterina. Filippo fu infatti saggio amministratore del comune di Ferentino e si prodigò molto per tutelare il patrimonio cittadino, soprattutto attraverso la custodia delle preziose carte d’archivio, che trascrisse e rilegò in un testo del 1765 intitolato Exemplum instrumentorum quae in membranis penes civitatem Ferentinam asservantur. Oggi ancora vi è una targa dentro il palazzo municipale di Ferentino, costruito sull'area dove sorgeva palazzo Stampa, distrutto dai bombardamenti nella seconda guerra mondiale:
Inoltre, nel 1770 Filippo fu nominato da Papa Clemente XIV amministratore generale del Ducato di Castro insieme a suo fratello Angelo. Questo gli permise di accumulare una cospicua fortuna che, alla sua morte, lasciò interamente al nipote Pietro.
A Ferentino la nobiltà ereditaria si acquisiva con l’iscrizione al “Magistrato” e non si perdeva se non per demeriti personali o per rovesci di fortuna. Il numero delle famiglie componenti il “Consiglio” era fissato a quaranta, ma di queste solamente quindici erano nobili ed erano quelle che a vicenda potevano esercitare la carica di “Capo Conservatore”. Nel 1776 le 15 famiglie nobili sopra citate erano: Borgia, Ugolini, Tibaldeschi, Pompili, Tani, Filonardi, Ghetti, Andreis, Bella, Querci, Gizzi, Lolli, Sterbini, Cappella e Pasqualetti- Malatesta. La famiglia Stampa vi fu iscritta nel 1779 nella persona di Angelo Stampa e ai suoi discendenti venne riconosciuto il titolo  di Conte (mpr.[17]) e Nobile di Ferentino (mf.).
Agli inizi del 1800, dopo la rottura di Luciano Bonaparte con il fratello Napoleone e il conseguente esilio a Roma, Papa Pio VII si vide costretto a sequestrare agli Stampa diverse proprietà per darle a Luciano. Tra queste, le miniere di ferro dell’Elba, che la famiglia amministrava per conto della Santa Sede, e la licenza sul taglio della legna nei boschi di Canino. Tuttavia, dopo la caduta di Napoleone, il Pontefice compensò Pietro Stampa del danno subito con la nomina a “Depositario e Distributore della Carta Bollata e Registri dello Stato Pontificio”, prendendo il posto del marchese Bartolomeo Capranica dal 1819 al 1823.
Anche suo figlio Domenico occupò un ruolo presso la Santa Sede, ovvero quello di “Consigliere della Congregazione Governativa di Frosinone”, dal 1841 al 1846. In seguito il Cardinal Mastai Ferretti, poi Papa Pio IX, si adoperò personalmente affinché il giovane contraesse un buon matrimonio con Paolina Vicinguerra, ultima erede dei conti Antonini di Alatri.
La famiglia continua ad esistere a Roma e a Milano.

### Bombardamento di Palazzo Stampa

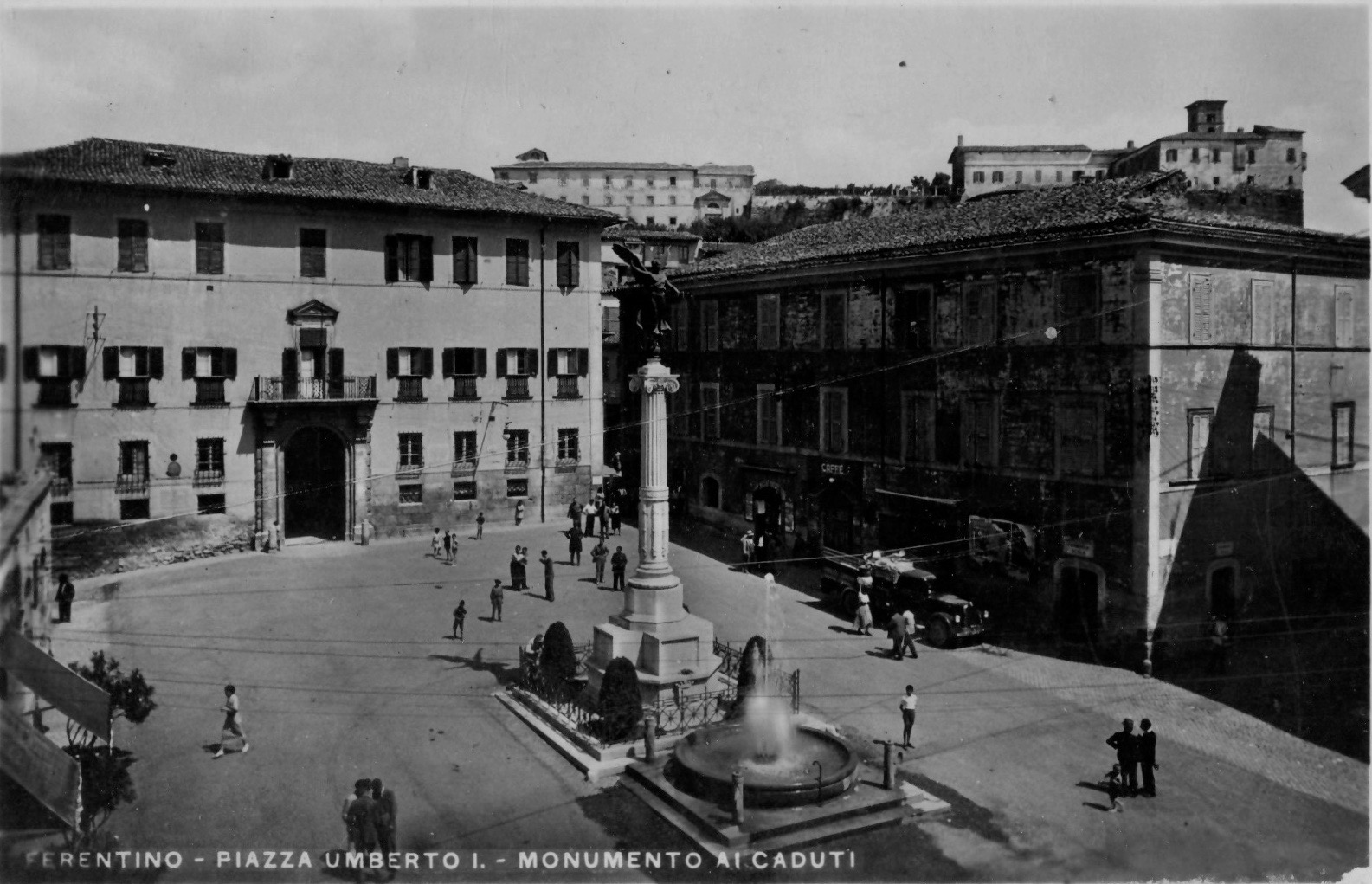
Foto di Piazza Umberto I a Ferentino, adesso Piazza Matteotti, su cui affacciava il vecchio Palazzo Stampa.

Fotografie d’epoca ci permettono di conoscere il Palazzo Stampa, tragicamente distrutto dal bombardamento aereo del 24 maggio 1944. Il palazzo settecentesco aveva due piani con il piano terra rialzato. Il partito decorativo della facciata era caratterizzato dalla disposizione simmetrica delle finestre (quattro a destra del portale e quattro a sinistra su doppia fila nel piano terra e nel piano rialzato; nove al primo e al secondo piano). Il monumentale portale di ingresso, incorniciato da due lesene tuscaniche, sosteneva il balcone soprastante, con un’alta finestra architravata e una cornice a timpano triangolare.
Gli ambienti si disponevano attorno al cortile centrale, che dava anche accesso alle cantine e alla rimessa delle carrozze. Al piano terra si trovavano gli appartamenti della servitù e le cucine. Il primo piano aveva le stanze e il salone di rappresentanza con soffitti decorati da fregi in stucco, mentre al secondo piano c’era l’abitazione privata.
La mancanza nell’antico Palazzo Comunale di ambienti da destinare ai nuovi uffici, richiesti dalle moderne attività amministrative, determinò la decisione di acquisire l’area del distrutto Palazzo Stampa, in cui già dalla fine dell’Ottocento il Comune aveva affittato alcuni locali del piano rialzato, per costruirvi un nuovo e più ampio edificio municipale.
Progettista del nuovo edificio comunale fu l’ingegnere Aldo Della Rocca, che volle rispettare le presenze architettoniche della piazza allineando l’ingresso al Municipio con il Monumento ai Caduti, rimasto illeso nonostante i bombardamenti che avevano devastato due lati della piazza. Il prospetto del nuovo edificio venne prolungato verso ovest, per dotare il nuovo edificio di un maggiore numero di vani-ufficio. Terminata la fabbrica del nuovo Municipio, il popolo ferentinate ebbe una vivace reazione, perché "non trovò corrispondenza tra la massiccia sede municipale e l’elegante mole del palazzo dei conti Stampa, edificato nel XVIII secolo.

## Albero genealogico parziale
| | | | | |                                                                                          |                                                                                          |                                                                        |                                                               |                                                                     |                                                                     |                                                             |                                                                          |                                                                                               | | |                                                                                     |                                                                                     |                                                                  |                                                                  |                                                         |                                                                                   |                                                                                   |                                                          |                                                                            |                                                                            |                                            |                                            |                                                                              |                                                                              |                                               |                                               |                                                           |                                                           |                                                                 |                                                                 | | |
| | | | | |                                                                                          |                                                                                          |                                                                        |                                                               |                                                                     |                                                                     |                                                             |                                                                          |                                                                                               | Giovanni, I signore di Montecastello *1404 †1470 Isabella Visconti                                 | |                                                                                     |                                                                                     |                                                                  |                                                                  |                                                         |                                                                                   |                                                                                   |                                                          |                                                                            |                                                                            |                                            |                                            |                                                                              |                                                                              |                                               |                                               |                                                           |                                                           |                                                                 |                                                                 | | |
| | | | | |                                                                                          |                                                                                          |                                                                        |                                                               |                                                                     |                                                                     |                                                             |                                                                          |                                                                                               | | |                                                                                     |                                                                                     |                                                                  |                                                                  |                                                         |                                                                                   |                                                                                   |                                                          |                                                                            |                                                                            |                                            |                                            |                                                                              |                                                                              |                                               |                                               |                                                           |                                                           |                                                                 |                                                                 | | |
| | | | | |                                                                                          |                                                                                          |                                                                        |                                                               |                                                                     |                                                                     |                                                             |                                                                          |                                                                                               | | |                                                                                     |                                                                                     |                                                                  |                                                                  |                                                         |                                                                                   |                                                                                   |                                                          |                                                                            |                                                                            |                                            |                                            |                                                                              |                                                                              |                                               |                                               |                                                           |                                                           |                                                                 |                                                                 | | |
| | | | | |                                                                                          |                                                                                          |                                                                        |                                                               | Francesco, II signore di Montecastello †1514 ?                      | Francesco, II signore di Montecastello †1514 ?                      |                                                             |                                                                          |                                                                                               | | | Pietro Martire, IV signore e I barone di Montecastello *1454 †1528 Barbara Crivelli | Pietro Martire, IV signore e I barone di Montecastello *1454 †1528 Barbara Crivelli | Filippo †1504 Cassandra Scotti                                   | Filippo †1504 Cassandra Scotti                                   | Orsina *? †? Baldassarre Pusterla, signore di Frugarolo | Orsina *? †? Baldassarre Pusterla, signore di Frugarolo                           |                                                                                   |                                                          |                                                                            |                                                                            |                                            |                                            |                                                                              |                                                                              |                                               |                                               |                                                           |                                                           |                                                                 |                                                                 | | |
| | | | | |                                                                                          |                                                                                          |                                                                        |                                                               |                                                                     |                                                                     |                                                             |                                                                          |                                                                                               | | |                                                                                     |                                                                                     |                                                                  |                                                                  |                                                         |                                                                                   |                                                                                   |                                                          |                                                                            |                                                                            |                                            |                                            |                                                                              |                                                                              |                                               |                                               |                                                           |                                                           |                                                                 |                                                                 | | |
| | | | | |                                                                                          |                                                                                          |                                                                        |                                                               |                                                                     |                                                                     |                                                             |                                                                          |                                                                                               | | |                                                                                     |                                                                                     |                                                                  |                                                                  |                                                         |                                                                                   |                                                                                   |                                                          |                                                                            |                                                                            |                                            |                                            |                                                                              |                                                                              |                                               |                                               |                                                           |                                                           |                                                                 |                                                                 | | |
| | | | | |                                                                                          |                                                                                          |                                                                        |                                                               | Giovanni, III signore di Montecastello †1525 senza eredi            | Giovanni, III signore di Montecastello †1525 senza eredi            | Massimiliano, I marchese di Soncino *1494 †1543 Anna Moroni | Massimiliano, I marchese di Soncino *1494 †1543 Anna Moroni              | Caterina Bianca †1552 1.Francesco Brunoro Pietra 2.Johann Baptist von Lodron, conte di Lodron | Caterina Bianca †1552 1.Francesco Brunoro Pietra 2.Johann Baptist von Lodron, conte di Lodron      | Girolama †1504 1.Alessandro Visconti 2.Girolamo Beccaria, conte                                    | Girolama †1504 1.Alessandro Visconti 2.Girolamo Beccaria, conte                     | Una figlia *? †? Giovanni Gallerani                                                 | Una figlia *? †? Giovanni Gallerani                              | Margherita †1533 Gaspare Del Majno, conte                        | Margherita †1533 Gaspare Del Majno, conte               | Ermes, II marchese di Soncino, già vescovo di Novara *1507 †1557 Isabella Rangoni | Ermes, II marchese di Soncino, già vescovo di Novara *1507 †1557 Isabella Rangoni |                                                          |                                                                            |                                                                            |                                            |                                            |                                                                              |                                                                              |                                               |                                               |                                                           |                                                           |                                                                 |                                                                 | | |
| | | | | |                                                                                          |                                                                                          |                                                                        |                                                               |                                                                     |                                                                     |                                                             |                                                                          |                                                                                               | | |                                                                                     |                                                                                     |                                                                  |                                                                  |                                                         |                                                                                   |                                                                                   |                                                          |                                                                            |                                                                            |                                            |                                            |                                                                              |                                                                              |                                               |                                               |                                                           |                                                           |                                                                 |                                                                 | | |
| | | | | |                                                                                          |                                                                                          |                                                                        |                                                               |                                                                     |                                                                     |                                                             |                                                                          |                                                                                               | | |                                                                                     |                                                                                     |                                                                  |                                                                  |                                                         |                                                                                   |                                                                                   |                                                          |                                                                            |                                                                            |                                            |                                            |                                                                              |                                                                              |                                               |                                               |                                                           |                                                           |                                                                 |                                                                 | | |
| | | | | |                                                                                          |                                                                                          |                                                                        |                                                               |                                                                     |                                                                     | Francesco †1528 senza eredi                                 | Francesco †1528 senza eredi                                              |                                                                                               | | |                                                                                     |                                                                                     |                                                                  |                                                                  |                                                         | Massimiliano, III marchese di Soncino *1546 †1601 Marianna de Leyva               | Massimiliano, III marchese di Soncino *1546 †1601 Marianna de Leyva               |                                                          |                                                                            |                                                                            |                                            |                                            |                                                                              |                                                                              |                                               |                                               |                                                           |                                                           |                                                                 |                                                                 | | |
| | | | | |                                                                                          |                                                                                          |                                                                        |                                                               |                                                                     |                                                                     |                                                             |                                                                          |                                                                                               | | |                                                                                     |                                                                                     |                                                                  |                                                                  |                                                         |                                                                                   |                                                                                   |                                                          |                                                                            |                                                                            |                                            |                                            |                                                                              |                                                                              |                                               |                                               |                                                           |                                                           |                                                                 |                                                                 | | |
| | | | | |                                                                                          |                                                                                          |                                                                        |                                                               |                                                                     |                                                                     |                                                             |                                                                          |                                                                                               | | |                                                                                     |                                                                                     |                                                                  |                                                                  |                                                         |                                                                                   |                                                                                   |                                                          |                                                                            |                                                                            |                                            |                                            |                                                                              |                                                                              |                                               |                                               |                                                           |                                                           |                                                                 |                                                                 | | |
| | | | | |                                                                                          |                                                                                          | Ermes, IV marchese di Soncino *1563 †1621 Elisabetta Barbò             | Ermes, IV marchese di Soncino *1563 †1621 Elisabetta Barbò    |                                                                     |                                                                     |                                                             |                                                                          |                                                                                               | | |                                                                                     |                                                                                     |                                                                  |                                                                  |                                                         |                                                                                   |                                                                                   |                                                          |                                                                            |                                                                            |                                            |                                            |                                                                              |                                                                              |                                               |                                               |                                                           |                                                           |                                                                 | Cristiano *1575 †1617 Francesca Guasco                          | Cristiano *1575 †1617 Francesca Guasco                                                                                   | |
| | | | | |                                                                                          |                                                                                          |                                                                        |                                                               |                                                                     |                                                                     |                                                             |                                                                          |                                                                                               | | |                                                                                     |                                                                                     |                                                                  |                                                                  |                                                         |                                                                                   |                                                                                   |                                                          |                                                                            |                                                                            |                                            |                                            |                                                                              |                                                                              |                                               |                                               |                                                           |                                                           |                                                                 |                                                                 | | |
| | | | | |                                                                                          |                                                                                          |                                                                        |                                                               |                                                                     |                                                                     |                                                             |                                                                          |                                                                                               | | |                                                                                     |                                                                                     |                                                                  |                                                                  |                                                         |                                                                                   |                                                                                   |                                                          |                                                                            |                                                                            |                                            |                                            |                                                                              |                                                                              |                                               |                                               |                                                           |                                                           |                                                                 |                                                                 | | |
| Marianna *1612 †1674 1.Francesco Parravicini, conte di Sangrato 2.Giovanni Marliani, VII conte della Valle d'Intelvi | Marianna *1612 †1674 1.Francesco Parravicini, conte di Sangrato 2.Giovanni Marliani, VII conte della Valle d'Intelvi         | Massimiliano, V marchese di Soncino *1613 †1658 Caterina d'Altemps *?                                                        | Massimiliano, V marchese di Soncino *1613 †1658 Caterina d'Altemps *?                                       | Ermes *1614 †1648                                                                                           | Ermes *1614 †1648                                                                        | Gertrude *1615 †1654                                                                     | Gertrude *1615 †1654                                                   | Caterina *1616 †1654                                          | Caterina *1616 †1654                                                | Teresa Caterina *1618 †1654                                         | Teresa Caterina *1618 †1654                                 | Giovanni Massimiliano, VI marchese di Soncino *1620 †1678 Beatrice Monti | Giovanni Massimiliano, VI marchese di Soncino *1620 †1678 Beatrice Monti                      | Barbara *1621 †1690 1.Bartolomeo d'Aquino, I principe di Caramanico 2.Vincenzo Acquaviva d'Aragona | Barbara *1621 †1690 1.Bartolomeo d'Aquino, I principe di Caramanico 2.Vincenzo Acquaviva d'Aragona |                                                                                     |                                                                                     |                                                                  |                                                                  |                                                         |                                                                                   |                                                                                   |                                                          |                                                                            |                                                                            |                                            |                                            |                                                                              |                                                                              |                                               |                                               |                                                           |                                                           |                                                                 | Guido Antonio †1670 Isabella Pirovano                           | Guido Antonio †1670 Isabella Pirovano                                                                                    | |
| | | | | |                                                                                          |                                                                                          |                                                                        |                                                               |                                                                     |                                                                     |                                                             |                                                                          |                                                                                               | | |                                                                                     |                                                                                     |                                                                  |                                                                  |                                                         |                                                                                   |                                                                                   |                                                          |                                                                            |                                                                            |                                            |                                            |                                                                              |                                                                              |                                               |                                               |                                                           |                                                           |                                                                 |                                                                 | | |
| | | | | |                                                                                          |                                                                                          |                                                                        |                                                               |                                                                     |                                                                     |                                                             |                                                                          |                                                                                               | | |                                                                                     |                                                                                     |                                                                  |                                                                  |                                                         |                                                                                   |                                                                                   |                                                          |                                                                            |                                                                            |                                            |                                            |                                                                              |                                                                              |                                               |                                               |                                                           |                                                           |                                                                 |                                                                 | | |
| *Isabella *1637 †? Timoteo Sangallo                                                                                  | *Isabella *1637 †? Timoteo Sangallo                                                                                          | *Giovanni Ermes *1638 †1699 Prevosto di San Paolo a Soncino                                                                  | *Giovanni Ermes *1638 †1699 Prevosto di San Paolo a Soncino                                                 | *Luigia *? †?                                                                                               | *Luigia *? †?                                                                            | Teresa *1664 †1696                                                                       | Teresa *1664 †1696                                                     | Massimiliano, VII marchese di Soncino *1665 †1693 senza eredi | Massimiliano, VII marchese di Soncino *1665 †1693 senza eredi       | Ermes *1666 †1727 gesuita                                           | Ermes *1666 †1727 gesuita                                   | Giulia */†1667                                                           | Giulia */†1667                                                                                | Giulia Anna *1669 †1696                                                                            | Giulia Anna *1669 †1696                                                                            | Barbara *1671 †1696                                                                 | Barbara *1671 †1696                                                                 | Giuseppe, VIII marchese di Soncino *1675 †1735 Lucrezia Archinto | Giuseppe, VIII marchese di Soncino *1675 †1735 Lucrezia Archinto |                                                         |                                                                                   |                                                                                   |                                                          |                                                                            |                                                                            |                                            |                                            |                                                                              |                                                                              |                                               |                                               |                                                           |                                                           | Cristiano †1687 Giustina Borromeo                               | Cristiano †1687 Giustina Borromeo                               | Teresa *1637 †1710 1.Lorenzo Cuttica di Cassine, marchese di Cassine 2.Luigi Brivio, IV marchese di Santa Maria in Prato | Teresa *1637 †1710 1.Lorenzo Cuttica di Cassine, marchese di Cassine 2.Luigi Brivio, IV marchese di Santa Maria in Prato |
| | | | | |                                                                                          |                                                                                          |                                                                        |                                                               |                                                                     |                                                                     |                                                             |                                                                          |                                                                                               | | |                                                                                     |                                                                                     |                                                                  |                                                                  |                                                         |                                                                                   |                                                                                   |                                                          |                                                                            |                                                                            |                                            |                                            |                                                                              |                                                                              |                                               |                                               |                                                           |                                                           |                                                                 |                                                                 | | |
| | | | | |                                                                                          |                                                                                          |                                                                        |                                                               |                                                                     |                                                                     |                                                             |                                                                          |                                                                                               | | |                                                                                     |                                                                                     |                                                                  |                                                                  |                                                         |                                                                                   |                                                                                   |                                                          |                                                                            |                                                                            |                                            |                                            |                                                                              |                                                                              |                                               |                                               |                                                           |                                                           |                                                                 |                                                                 | | |
| | | | | |                                                                                          | Massimiliano Giovanni, IX marchese di Soncino *1705 †1769 Teresa Reina                   | Massimiliano Giovanni, IX marchese di Soncino *1705 †1769 Teresa Reina | Beatrice *1706 †1743 Giovanni Paolo Offredi, conte            | Beatrice *1706 †1743 Giovanni Paolo Offredi, conte                  | Camilla *1708 †? monaca a Sant'Agostino a Milano                    | Camilla *1708 †? monaca a Sant'Agostino a Milano            | Maria *1709 †1711                                                        | Maria *1709 †1711                                                                             | Teresa *1710 †? monaca a Santa Marta a Milano                                                      | Teresa *1710 †? monaca a Santa Marta a Milano                                                      | Filippo *1711 †1737 senza eredi                                                     | Filippo *1711 †1737 senza eredi                                                     | Ermes *1713 †1747 monaco olivetano                               | Ermes *1713 †1747 monaco olivetano                               | Luigi *1714 †1782 abate generale degli olivetani        | Luigi *1714 †1782 abate generale degli olivetani                                  | Gaetano *1715 †1773 Maria Cecilia von Wurmbrand-Stuppach                          | Gaetano *1715 †1773 Maria Cecilia von Wurmbrand-Stuppach | Maria Gaspara *1717 †1790 Giovanni Battista Mezzabarba, I conte di Caivano | Maria Gaspara *1717 †1790 Giovanni Battista Mezzabarba, I conte di Caivano | Antonio *1719 †? monaco carmelitano scalzo | Antonio *1719 †? monaco carmelitano scalzo | Francesca Giuseppa *1723 †1748 Luigi Botta Adorno, III marchese Botta Adorno | Francesca Giuseppa *1723 †1748 Luigi Botta Adorno, III marchese Botta Adorno | Giulia *1727 †? monaca a Santa Marta a Milano | Giulia *1727 †? monaca a Santa Marta a Milano | Carlo Gaetano *1667 †1742 cardinale arcivescovo di Milano | Carlo Gaetano *1667 †1742 cardinale arcivescovo di Milano | Guido Antonio *1676 †1730 Teresa Barbiano Boccardi-Quarterio    | Guido Antonio *1676 †1730 Teresa Barbiano Boccardi-Quarterio    | Marianna *1683 †1756 Giacomo Fagnani, II marchese di Gerenzano                                                           | Marianna *1683 †1756 Giacomo Fagnani, II marchese di Gerenzano                                                           |
| | | | | |                                                                                          |                                                                                          |                                                                        |                                                               |                                                                     |                                                                     |                                                             |                                                                          |                                                                                               | | |                                                                                     |                                                                                     |                                                                  |                                                                  |                                                         |                                                                                   |                                                                                   |                                                          |                                                                            |                                                                            |                                            |                                            |                                                                              |                                                                              |                                               |                                               |                                                           |                                                           |                                                                 |                                                                 | | |
| | | | | |                                                                                          |                                                                                          |                                                                        |                                                               |                                                                     |                                                                     |                                                             |                                                                          |                                                                                               | | |                                                                                     |                                                                                     |                                                                  |                                                                  |                                                         |                                                                                   |                                                                                   |                                                          |                                                                            |                                                                            |                                            |                                            |                                                                              |                                                                              |                                               |                                               |                                                           |                                                           |                                                                 |                                                                 | | |
| | | | Isabella *1739 †? monaca a Sant'Agostino a Milano                                                           | Isabella *1739 †? monaca a Sant'Agostino a Milano                                                           | Massimiliano Giuseppe, X marchese di Soncino *1740 †1818 Livia Doria Sforza Visconti     | Massimiliano Giuseppe, X marchese di Soncino *1740 †1818 Livia Doria Sforza Visconti     | Gaetano *1741 †1795                                                    | Gaetano *1741 †1795                                           | Anna *1743 †1820 Alfonso Visconti di Saliceto, VI conte di Saliceto | Anna *1743 †1820 Alfonso Visconti di Saliceto, VI conte di Saliceto |                                                             |                                                                          |                                                                                               | | |                                                                                     |                                                                                     |                                                                  |                                                                  |                                                         |                                                                                   |                                                                                   |                                                          |                                                                            |                                                                            |                                            |                                            |                                                                              |                                                                              |                                               |                                               |                                                           |                                                           | Isabella †1760 Girolamo Castiglioni, IV marchese di Castiglione | Isabella †1760 Girolamo Castiglioni, IV marchese di Castiglione | | |
| | | | | |                                                                                          |                                                                                          |                                                                        |                                                               |                                                                     |                                                                     |                                                             |                                                                          |                                                                                               | | |                                                                                     |                                                                                     |                                                                  |                                                                  |                                                         |                                                                                   |                                                                                   |                                                          |                                                                            |                                                                            |                                            |                                            |                                                                              |                                                                              |                                               |                                               |                                                           |                                                           |                                                                 |                                                                 | | |
| | | | | |                                                                                          |                                                                                          |                                                                        |                                                               |                                                                     |                                                                     |                                                             |                                                                          |                                                                                               | | |                                                                                     |                                                                                     |                                                                  |                                                                  |                                                         |                                                                                   |                                                                                   |                                                          |                                                                            |                                                                            |                                            |                                            |                                                                              |                                                                              |                                               |                                               |                                                           |                                                           |                                                                 |                                                                 | | |
| | Bianca Maria *1762 †1834 Ranuccio Anguissola Douglas Scotti, marchese di Grazzano con Maiano e Folignano, Conte di Vigolzone | Bianca Maria *1762 †1834 Ranuccio Anguissola Douglas Scotti, marchese di Grazzano con Maiano e Folignano, Conte di Vigolzone | Isabella *1763 †1840 Domenico Maria Scotti Douglas, III conte di Sarmato                                    | Isabella *1763 †1840 Domenico Maria Scotti Douglas, III conte di Sarmato                                    | Massimiliano Giovanni, XI marchese di Soncino *1765 †1824 Carlotta Gonzaga di Luzzara    | Massimiliano Giovanni, XI marchese di Soncino *1765 †1824 Carlotta Gonzaga di Luzzara    | Maria Teresa *1767 †1801 Pietro Aloisio Andrea Calepio, conte          | Maria Teresa *1767 †1801 Pietro Aloisio Andrea Calepio, conte | Livia *1768 †1836 Antonio Gaetano Besozzi, IV conte di Leggiuno     | Livia *1768 †1836 Antonio Gaetano Besozzi, IV conte di Leggiuno     |                                                             |                                                                          |                                                                                               | | |                                                                                     |                                                                                     |                                                                  |                                                                  |                                                         |                                                                                   |                                                                                   |                                                          |                                                                            |                                                                            |                                            |                                            |                                                                              |                                                                              |                                               |                                               |                                                           |                                                           |                                                                 |                                                                 | | |
| | | | | |                                                                                          |                                                                                          |                                                                        |                                                               |                                                                     |                                                                     |                                                             |                                                                          |                                                                                               | | |                                                                                     |                                                                                     |                                                                  |                                                                  |                                                         |                                                                                   |                                                                                   |                                                          |                                                                            |                                                                            |                                            |                                            |                                                                              |                                                                              |                                               |                                               |                                                           |                                                           |                                                                 |                                                                 | | |
| | | | | |                                                                                          |                                                                                          |                                                                        |                                                               |                                                                     |                                                                     |                                                             |                                                                          |                                                                                               | | |                                                                                     |                                                                                     |                                                                  |                                                                  |                                                         |                                                                                   |                                                                                   |                                                          |                                                                            |                                                                            |                                            |                                            |                                                                              |                                                                              |                                               |                                               |                                                           |                                                           |                                                                 |                                                                 | | |
| | | | Massimiliano, XII marchese di Soncino *1790 †1834 1.Luigia Barbiano di Belgiojoso d'Este 2.Teresa Palazzani | Massimiliano, XII marchese di Soncino *1790 †1834 1.Luigia Barbiano di Belgiojoso d'Este 2.Teresa Palazzani | Giovanni Gaetano *1791 †1847 senza eredi                                                 | Giovanni Gaetano *1791 †1847 senza eredi                                                 | Carlo Basilio *1796 †1874 Francesca Spinelli                           | Carlo Basilio *1796 †1874 Francesca Spinelli                  |                                                                     |                                                                     |                                                             |                                                                          |                                                                                               | | |                                                                                     |                                                                                     |                                                                  |                                                                  |                                                         |                                                                                   |                                                                                   |                                                          |                                                                            |                                                                            |                                            |                                            |                                                                              |                                                                              |                                               |                                               |                                                           |                                                           |                                                                 |                                                                 | | |
| | | | | |                                                                                          |                                                                                          |                                                                        |                                                               |                                                                     |                                                                     |                                                             |                                                                          |                                                                                               | | |                                                                                     |                                                                                     |                                                                  |                                                                  |                                                         |                                                                                   |                                                                                   |                                                          |                                                                            |                                                                            |                                            |                                            |                                                                              |                                                                              |                                               |                                               |                                                           |                                                           |                                                                 |                                                                 | | |
| | | | | |                                                                                          |                                                                                          |                                                                        |                                                               |                                                                     |                                                                     |                                                             |                                                                          |                                                                                               | | |                                                                                     |                                                                                     |                                                                  |                                                                  |                                                         |                                                                                   |                                                                                   |                                                          |                                                                            |                                                                            |                                            |                                            |                                                                              |                                                                              |                                               |                                               |                                                           |                                                           |                                                                 |                                                                 | | |
| | 1.Massimiliano Giovanni, XIII marchese di Soncino *1816 †1858 senza eredi                                                    | 1.Massimiliano Giovanni, XIII marchese di Soncino *1816 †1858 senza eredi                                                    | 1.Rinalda */†1817                                                                                           | 1.Rinalda */†1817                                                                                           | 2.Massimiliano Cesare, XIV marchese di Soncino *1825 †1876 Cristina Morosini senza eredi | 2.Massimiliano Cesare, XIV marchese di Soncino *1825 †1876 Cristina Morosini senza eredi |                                                                        |                                                               |                                                                     |                                                                     |                                                             |                                                                          |                                                                                               | | |                                                                                     |                                                                                     |                                                                  |                                                                  |                                                         |                                                                                   |                                                                                   |                                                          |                                                                            |                                                                            |                                            |                                            |                                                                              |                                                                              |                                               |                                               |                                                           |                                                           |                                                                 |                                                                 | | |

## Personaggi celebri
- Carlo Gaetano Stampa, arcivescovo di Milano
- Massimiliano Stampa, uomo politico lombardo
- Stefano Stampa, familiare e biografo di Alessandro Manzoni
- Gaspara Stampa, poetessa del Cinquecento
- Massimiliano IX Giovanni, patriota italiano
- Ermete Stampa, vescovo di Novara
- Giorgio Stampa, carmelitano scalzo